# Université Akdeniz
Pour les articles homonymes, voir Akdeniz.
L'université Akdeniz (en turc : Akdeniz Üniversitesi) est une université publique turque située à Antalya, dans le sud du pays.